# Asser
Asser (latinul: Asserius), teljes nevén Johannes Asserius Menevensis (? – 910, Sherborne) latin nyelven író középkori angolszász történetíró.

## Élete
A születésére nézve brit Asser – Johannes Scotus Erigena tanítványaként – a 9. század végén működött Alfréd wessexi király udvarában. Kezdetben Alfréd fiainak nevelője, később sherborne-i püspök lett haláláig, 910-ig. Alfréd király Asser tanácsára alapította az oxfordi tudós kört. Asser viszont megírta Alfréd életét Historia de rebus gestis Alfredi regis cím alatt. A művet először Matthew Parker (1504–1575) canterburyi érsek adta ki Londonban 1574-ben. Később a Monumenta Historica Britannica is megjelent 1848-ban.